# Ramón Soto Vargas
Ramón Soto Vargas (Camas, provincia de Sevilla, 4 de marzo de 1953-Sevilla, 13 de septiembre de 1992) fue un novillero y banderillero español. Participó como banderillero en las cuadrillas de conocidos toreros, entre ellos Curro Romero, Rafael de Paula y Antoñete. Como novillero debutó en la plaza de la Maestranza de Sevilla en 1972, formando cartel junto a Joselito Cuevas y Pepe Luis Núñez, con novillos de la ganadería de Algarra. En 1975 tras varios años como novillero, se integró como banderillero en diferentes cuadrillas de matadores.

Falleció en la plaza de toros de la Maestranza de Sevilla el 13 de septiembre de 1992, tras banderillear al novillo de nombre Avioncito, de 458 kg de peso y perteneciente a la ganadería del Conde de la Maza. El parte médico emitido en la enfermería de la plaza describía la cornada con los siguientes términos:

Cornada en la cara anterior del hemitórax izquierdo, que penetra en cavidad pulmonar con rotura de hilio pulmonar y desgarro de vasos hiliares. Herida penetrante en pericardio con rotura del infundíbulo pulmonar y tronco de arteria pulmonar. Parada cardiorrespiratoria y shock hemorrágico.